# Hariharpur
Hariharpur è una suddivisione dell'India, classificata come nagar panchayat, di 9.257 abitanti, situata nel distretto di Sant Kabir Nagar, nello stato federato dell'Uttar Pradesh. 